# Мацуда (посёлок)
Мацуда (яп. 松田町 Мацуда-мати) — посёлок в Японии, находящийся в уезде Асигараками префектуры Канагава. Площадь посёлка составляет 37,75 км², население — 11 305 человек (1 августа 2014), плотность населения — 299,47 чел./км².

## Географическое положение
Посёлок расположен на острове Хонсю в префектуре Канагава региона Канто. С ним граничат города Хадано, Минамиасигара и посёлки Кайсей, Ямакита, Ои.

## Население
Население посёлка составляет 11 305 человек (1 августа 2014), а плотность — 299,47 чел./км². Изменение численности населения с 1980 по 2005 годы:
| 1980 | 12 601 чел. |  |
| 1985 | 12 904 чел. |  |
| 1990 | 13 097 чел. |  |
| 1995 | 13 270 чел. |  |
| 2000 | 12 987 чел. |  |
| 2005 | 12 399 чел. |  |

## Символика
Деревом посёлка считается нандина, цветком — космея, птицей — Motacilla grandis.